# フォー・センティメンタル・リーズンズ (リンダ・ロンシュタットのアルバム)
『フォー・センティメンタル・リーズンズ』（For Sentimental Reasons）は、1986年9月22日に発売されたアメリカの歌手リンダ・ロンシュタットのアルバム。このアルバムはBillboard 200で最高46位に達するとともに、トップ・ジャズ・アルバム・チャートで3位を記録した。
このアルバムははロンシュタットとバンドリーダー/アレンジャーのネルソン・リドルとの3作連続のプラチナ認定となったコラボレーション・アルバムであり、ロンシュタットの通算11枚目のミリオンセラーアルバムとなった。

## 来歴
『フォー・センティメンタル・リーズンズ』は、ロンシュタットがこのアルバムの制作中に亡くなったバンドリーダー/アレンジャーのネルソン・リドルとともに録音したジャズ3部作の最終作。収録曲のうちの3曲はテリー・ウッドソンが指揮した。アルバムからの最初のシングル・カットの「星に願いを」はビルボード誌のアダルト・コンテンポラリー・チャートで1986年末に最高32位を記録した。人気のミュージックビデオもそれを後押しした。ジョン・コッシュがロンシュタットがネルソン・リドルとともに録音したアルバム3部作すべてのジャケット・デザインを行った。
全収録曲は、1986年後半にアサイラム・レコードから発売されたコンピレーション・アルバム『ラウンド・ミッドナイト』にも収録された。

## 評価
| 専門評論家によるレビュー      | 専門評論家によるレビュー |
| レビュー・スコア              | レビュー・スコア         |
| 出典                          | 評価                     |
| ----------------------------- | ------------------------ |
| Allmusic                      | [ 2 ]                    |
| The Rolling Stone Album Guide | [ 3 ]                    |

評論家のスティーブン・トーマス・アーレウィンは回顧的なAllmusicレビューで、このアルバムを「前2作とほとんど区別がつかない。同様の壮大なアレンジがあり、彼女の声は素晴らしいとまではいかないまでも十分なものだ」と評した。

## 収録曲
| #         | タイトル                                         | 作詞・作曲                                                     | 原題                                 | 時間  |
| --------- | ------------------------------------------------ | -------------------------------------------------------------- | ------------------------------------ | ----- |
| 1.        | 「星に願いを」                                   | リー・ハーライン、ネッド・ワシントン                           | When You Wish Upon a Star            | 3:46  |
| 2.        | 「魅惑されて」                                   | ロレンツ・ハート、リチャード・ロジャース (作曲家)              | Bewitched, Bothered and Bewildered   | 4:24  |
| 3.        | 「忘れられぬ君」                                 | J・フレッド・クーツ、ヘヴン・ギリスピー                        | You Go to My Head                    | 3:36  |
| 4.        | 「バット・ノット・フォー・ミー」                 | ジョージ・ガーシュイン、アイラ・ガーシュウィン                 | But Not for Me                       | 5:24  |
| 5.        | 「マイ・ファニー・ヴァレンタイン」               | ハート、ロジャース                                             | My Funny Valentine                   | 3:00  |
| 6.        | 「あなたなしでも」                               | ホーギー・カーマイケル、ジェーン・ブラウン・トンプソン         | I Get Along Without You Very Well    | 4:15  |
| 7.        | 「アイ・アム・ブルー」                           | ハリー・アクスト、グラント・クラーク                           | Am I Blue?                           | 2:54  |
| 8.        | 「センティメンタル・リーズンズ」                 | ウィリアム・ベスト、ディーク・ワトソン                         | (I Love You) For Sentimental Reasons | 3:42  |
| 9.        | 「ストレイトン・アップ・アンド・フライ・ライト」 | ナット・キング・コール、アーヴィング・ミルズ                   | Straighten Up and Fly Right          | 2:15  |
| 10.       | 「リトル・ガール・ブルー」                       | ハート、ロジャース                                             | Little Girl Blue                     | 4:35  |
| 11.       | 「ラウンド・ミッドナイト」                       | セロニアス・モンク、バーニー・ハニゲン、クーティ・ウィリアムス | 'Round Midnight                      | 4:19  |
| 合計時間: | 合計時間:                                        | 合計時間:                                                      | 合計時間:                            | 42:10 |

## 参加ミュージシャン
- リンダ・ロンシュタット – ボーカル
- ドン・グロルニック – グランドピアノ、ピアノ (1–4, 6–11)
- ボブ・マン（英語版） – ギター (1–6, 8, 10, 11)
- デニス・バディミール（英語版） – ギター (7, 9)
- ボブ・マグナソン（英語版） – ベース・ギター (1–4, 6, 8, 10, 11)
- レイ・ブラウン – ベース・ギター (7, 9)
- ジョン・ゲラン（英語版） – ドラムス (1–4, 6, 8, 10, 11)
- ルイ・ベルソン（英語版） – ドラムス (7, 9)
- ウォーレン・ルーニング – トランペット (7, 9)
- チャンシー・ウェルシュ – トロンボーン (2, 3, 11)
- プラス・ジョンソン（英語版） – テナー・サックス (4, 6, 10)
- バド・シャンク – アルト・サクソフォーン (8)
- ジェームズ・SK・ワン – バンブー・フルート（英語版） (6, 8)
- セコイア・ストリング・カルテット – ストリングス (5)
- ネルソン・リドル（英語版） – 全曲の編曲、指揮 (1–6, 10, 11)
- テリー・ウッドソン – 指揮 (7–9)
- ミック・ベル、ドレイク・フライ、クリフォード・ホランド、カール・ジョーンズ – バックボーカル (8)
- ジェームズ・テイラー – バックボーカル (9)

## スタッフ
- ピーター・アッシャー – プロデューサー
- ジョージ・マッセンバーグ – エンジニア、ミキシング
- シャロン・ライス – エンジニア助手
- エド・コラコウスキィ – ピアノおよびギター担当技術、プロデューサー助手
- ダグ・サックス（英語版） – カリフォルニア州ハリウッドのマスタリング・ラボでのマスタリング
- ジョン・コッシュ（英語版） – 美術監督、デザイン
- ロン・ラーソン（英語版） – 美術監督、デザイン
- ロバート・ブラックマン – 写真
- ジェニー・ショア – 衣装スタイリスト

## チャート成績
| チャート（1986年）                 | Peak position |
| ---------------------------------- | ------------- |
| オーストラリア (Kent Music Report) | 43            |
| カナダ RPM トップアルバム          | 72            |
| 米国 (Billboard 200)               | 46            |

## 認証
| 国/地域                    | 認定     | 認定/売上数 |
| -------------------------- | -------- | ----------- |
| アメリカ合衆国 (RIAA)      | Platinum | 1,000,000^  |
| ^ 認定のみに基づく出荷枚数 |          |             |

## 発売履歴
| 地域       | 日付          | 形式           | レーベル             | 参照  |
| ---------- | ------------- | -------------- | -------------------- | ----- |
| 北アメリカ | 1986年9月22日 | LP CD カセット | アサイラム・レコード | [ 6 ] |